# Bâtiment du Parlement national des Îles Salomon
Pour les articles homonymes, voir Bâtiment du Parlement.
Le bâtiment du Parlement national des Îles Salomon est un édifice législatif abritant le Parlement national des Îles Salomon à Honiara, la capitale du pays.

## Histoire
De sa formation en 1978, à la suite de l'indépendance des Îles Salomon, et jusqu'à 1994, le Parlement se réunit à la Kalala House, qui abrite aujourd'hui la Haute Cour des Îles Salomon.
Le bâtiment parlementaire actuel est financé par don de 5 millions $ du gouvernement américain, en mémoire des militaires américains dont la vie a été perdue lors de la bataille de Guadalcanal. Le bâtiment conique en béton de deux étages est construit par la société de construction japonaise Kitano en 1993 sous la supervision des services navals américains.
La première réunion du Parlement a lieu en août 1994. Le bâtiment comprend un hémicycle, une galerie publique de 600 places, une bibliothèque, des bureaux pour le président et le greffier, ainsi que des salles de comité, mais pas de bureaux pour les membres du Parlement et le personnel.
Pendant les troubles de 2021 aux Îles Salomon, un bâtiment adjacent à celui du Parlement a été incendié et le bâtiment parlementaire a lui-même été occupé par des manifestants.

## Architecture
Le projet est administré par le Département de la Marine, commandement du génie des installations navales de la Division Pacifique, qui choisit le cabinet d'architectes basé à Honolulu, Wimberly Allison Tong & Goo, pour concevoir le bâtiment. L'architecte du projet, Michael J. Batchelor, a décrit que le gouvernement de l'île Salomon a demandé « qu'il soit représentatif de leur démocratie émergente » et qu'il soit « essentiellement de style aux îles Salomon, et non d'une architecture imposée ». Il s'agit d'un bâtiment de deux étages de 2 000 mètres carrés avec une ossature en acier, du béton armé et de vastes vitrages. Le toit en coquille du bâtiment est une version abstraite de deux styles de toit locaux, ceux des provinces de Temotu et de Guadalcanal. La forme conique déterminante du toit est dérivée des toits indigènes de Temotu et possède une crête inhabituelle, caractéristique des toits indigènes de Guadalcanal. Le détail en haut est unique aux Îles Salomon. Il comporte sept éléments majeurs symbolisant les sept provinces des îles Salomon.

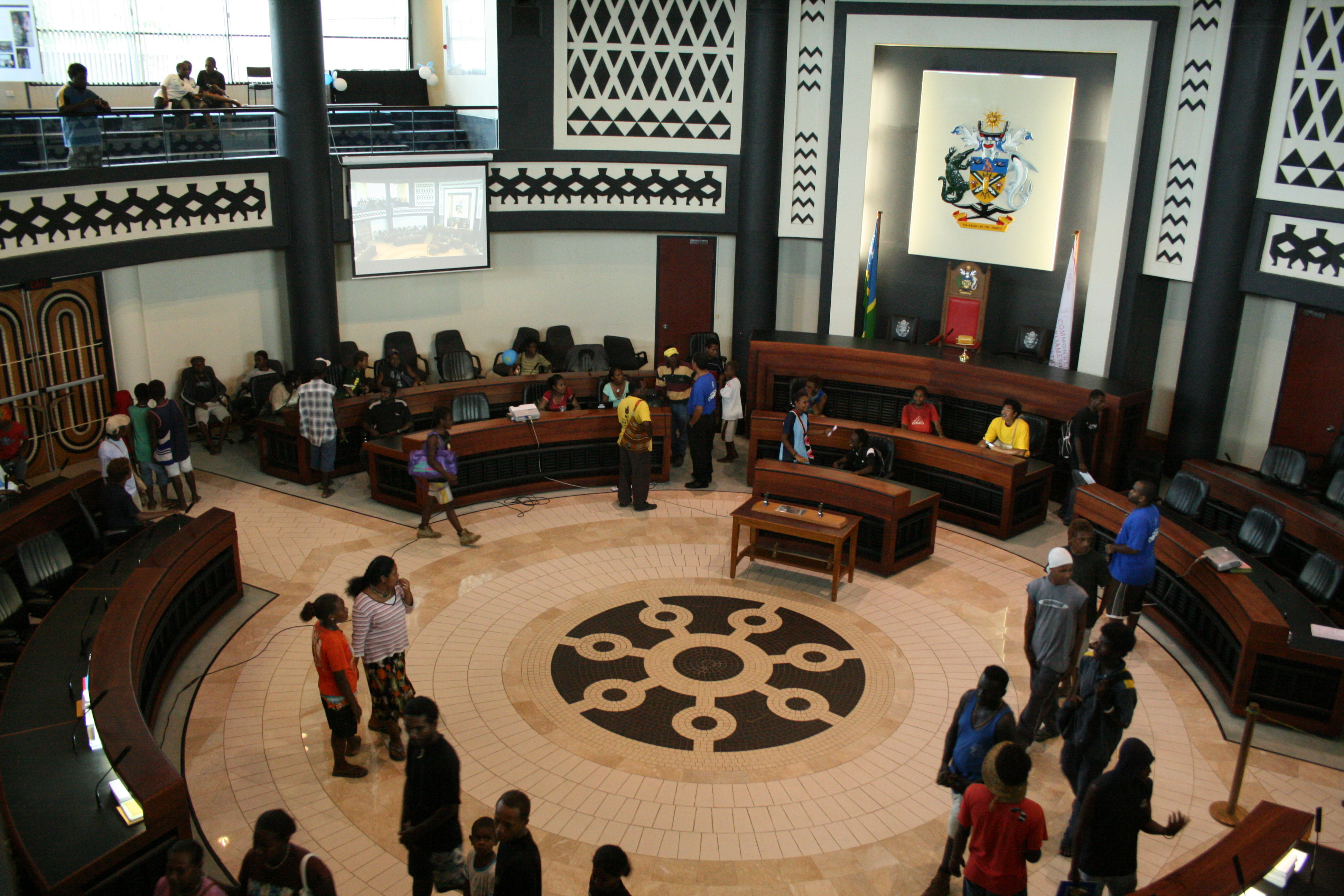
Hémicycle du Parlement nationale.

Le toit, dans sa forme achevée, a un diamètre total de 37,1 mètre,s avec une hauteur de 13 mètres à son sommet. Les exigences fonctionnelles de l'hémicycle font que le toit en forme de conique est exempt de colonne pour l'intérieur de 18 mètres de diamètre du toit. Le toit a également un porte-à-faux périmétrique s'étendant sur 2,8 mètres au-delà des murs extérieurs.